# 알렉산드리아 노면전차

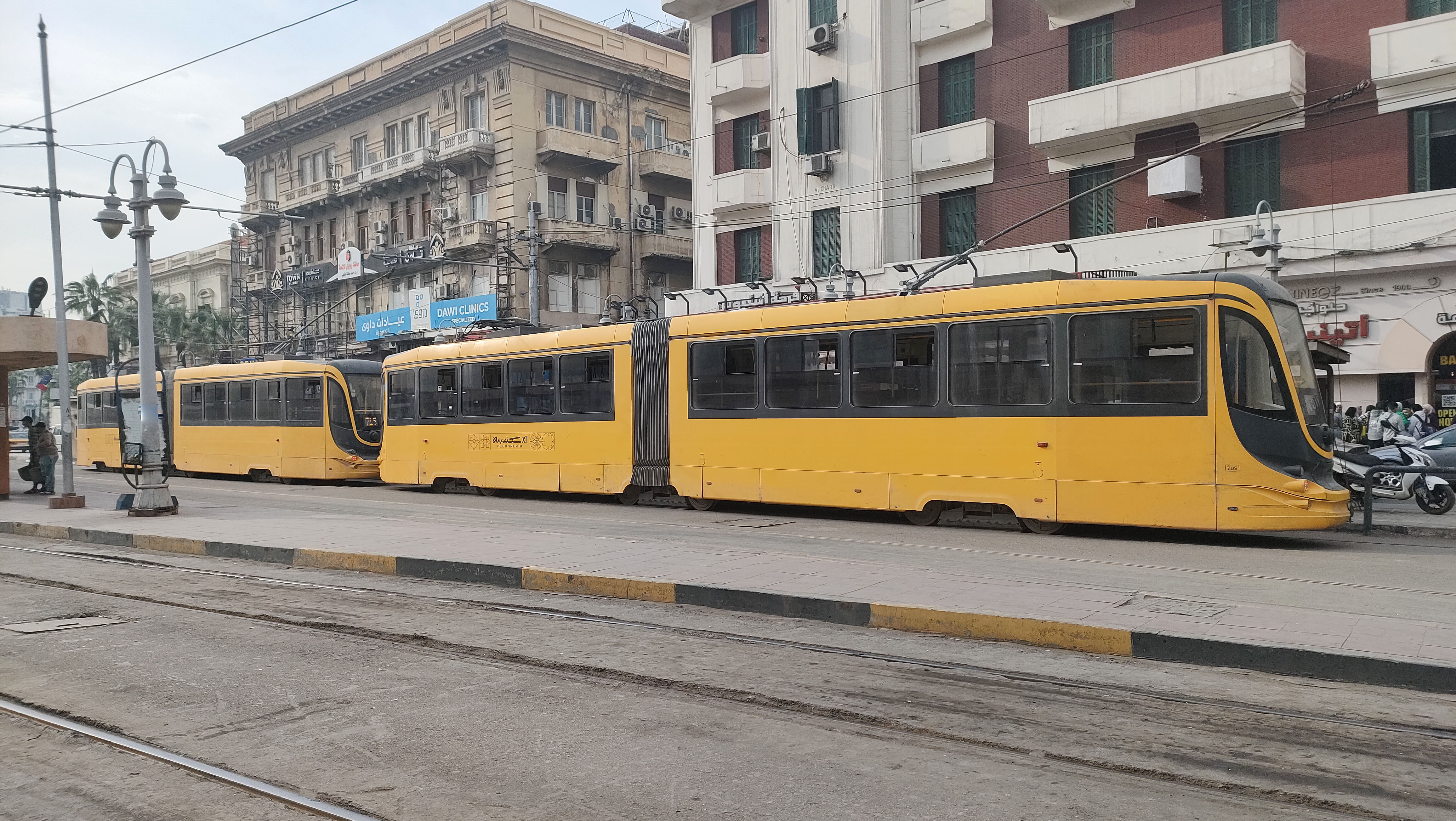
알렉산드리아 노면전차

알렉산드리아 노면전차(아랍어: ترام الإسكندرية)는 이집트 알렉산드리아에서 운행하는 노면전차다. 1863년에 운행을 시작했다. 32 킬로미터 (20 mi)의 선로를 운행하는 20개 노선으로 구성되어 있으며 140개 정류장을 운행한다. 2층 차량을 사용하는 전 세계에서 몇 안 되는 트램 시스템 중 하나다.